# Citi Open 2022
Giải quần vợt Washington Mở rộng 2022 (còn được biết đến với Citi Open vì lý do tài trợ) là một giải quần vợt thi đấu trên mặt sân cứng ngoài trời. Đây là lần thứ 53 (nam) và lần thứ 10 (nữ) Giải quần vợt Washington Mở rộng được tổ chức. Giải đấu là một phần của ATP Tour 500 trong ATP Tour 2022, và WTA 250 trong WTA Tour 2022. Giải đấu diễn ra tại William H.G. FitzGerald Tennis Center ở Washington, D.C., Hoa Kỳ, từ ngày 1 đến ngày 7 tháng 8 năm 2022.

## Điểm và tiền thưởng

### Phân phối điểm
| Sự kiện | VĐ  | CK  | BK  | TK | Vòng 1/16 | Vòng 1/32 | Vòng 1/64 | Q  | Q2 | Q1 |
| Đơn nam | 500 | 300 | 180 | 90 | 45        | 20        | 0         | 10 | 4  | 0  |
| Đôi nam | 500 | 300 | 180 | 90 | 0         | —         | —         | 45 | 25 | 0  |
| Đơn nữ  | 280 | 180 | 110 | 60 | 30        | 1         | —         | 18 | 12 | 1  |
| Đôi nữ  | 280 | 180 | 110 | 60 | 1         | —         | —         | —  | —  | —  |

### Tiền thưởng
| Sự kiện  | VĐ       | CK       | BK      | TK      | Vòng 1/16 | Vòng 1/32 | Vòng 1/64 | Q2     | Q1     |
| Đơn nam  | $342,800 | $182,825 | $94,840 | $49,515 | $26,095   | $14,280   | $7,620    | $4,000 | $2,285 |
| Đôi nam* | $119,980 | $63,990  | $32,370 | $16,190 | $8,380    | —         | —         | —      | —      |
| Đơn nữ   | $33,200  | $19,750  | $11,000 | $6,200  | $4,100    | $2,835    | —         | $2,360 | $1,750 |
| Đôi nữ*  | $12,000  | $6,700   | $3,950  | $2,350  | $1,800    | —         | —         | —      | —      |

*mỗi đội

## Nội dung đơn ATP

### Hạt giống
| Quốc gia | Tay vợt                 | Xếp hạng† | Hạt giống |
| -------- | ----------------------- | --------- | --------- |
|          | Andrey Rublev           | 8         | 1         |
| POL      | Hubert Hurkacz          | 11        | 2         |
| USA      | Taylor Fritz            | 12        | 3         |
| USA      | Reilly Opelka           | 17        | 4         |
| BUL      | Grigor Dimitrov         | 18        | 5         |
| CAN      | Denis Shapovalov        | 21        | 6         |
|          | Karen Khachanov         | 23        | 7         |
| NED      | Botic van de Zandschulp | 26        | 8         |
| DEN      | Holger Rune             | 27        | 9         |
| USA      | Frances Tiafoe          | 29        | 10        |
| AUS      | Alex de Minaur          | 30        | 11        |
| ARG      | Sebastián Báez          | 32        | 12        |
| USA      | Maxime Cressy           | 34        | 13        |
| USA      | Tommy Paul              | 36        | 14        |
|          | Aslan Karatsev          | 37        | 15        |
| GBR      | Dan Evans               | 39        | 16        |

† Bảng xếp hạng vào ngày 25 tháng 7 năm 2022.

### Vận động viên khác
Đặc cách:
- Christopher Eubanks
- Bradley Klahn
- Stefan Kozlov
- J. J. Wolf

Bảo toàn thứ hạng:
- Kyle Edmund

Vượt qua vòng loại:
- Taro Daniel
- Borna Gojo
- Dominik Koepfer
- Michael Mmoh
- Yosuke Watanuki
- Wu Tung-lin

### Rút lui
Trước giải đấu
- Alexander Bublik → thay thế bởi  Peter Gojowczyk
- Francisco Cerúndolo → thay thế bởi  Jack Draper

## Nội dung đôi ATP

### Hạt giống
| Quốc gia | Tay vợt         | Quốc gia | Tay vợt           | Xếp hạng† | Hạt giống |
| -------- | --------------- | -------- | ----------------- | --------- | --------- |
| USA      | Rajeev Ram      | ARG      | Horacio Zeballos  | 5         | 1         |
| NED      | Wesley Koolhof  | GBR      | Neal Skupski      | 11        | 2         |
| ESA      | Marcelo Arévalo | NED      | Jean-Julien Rojer | 16        | 3         |
| CRO      | Ivan Dodig      | USA      | Austin Krajicek   | 33        | 4         |

† Bảng xếp hạng vào ngày 25 tháng 7 năm 2022.

### Vận động viên khác
Đặc cách:
- Alex de Minaur /  Frances Tiafoe
- Denis Kudla /  Denis Shapovalov

Vượt qua vòng loại:
- Emil Ruusuvuori /  Luke Saville

### Rút lui
Trước giải đấu
- Marcel Granollers /  Horacio Zeballos → thay thế bởi  Nick Kyrgios /  Jack Sock
- Nikola Mektić /  Rajeev Ram → thay thế bởi  Rajeev Ram /  Horacio Zeballos
- Rafael Matos /  David Vega Hernández → thay thế bởi  Mackenzie McDonald /  Botic van de Zandschulp

## Nội dung đơn WTA

### Hạt giống
| Quốc gia | Tay vợt           | Xếp hạng† | Hạt giống |
| -------- | ----------------- | --------- | --------- |
| USA      | Jessica Pegula    | 7         | 1         |
| GBR      | Emma Raducanu     | 10        | 2         |
| ROU      | Simona Halep      | 16        | 3         |
|          | Victoria Azarenka | 20        | 4         |
| BEL      | Elise Mertens     | 30        | 5         |
| EST      | Kaia Kanepi       | 36        | 6         |
| EGY      | Mayar Sherif      | 46        | 7         |
| DEN      | Clara Tauson      | 47        | 8         |

† Bảng xếp hạng vào ngày 25 tháng 7 năm 2022.

### Vận động viên khác
Đặc cách:
- Hailey Baptiste
- Sofia Kenin
- Venus Williams

Vượt qua vòng loại:
- Mirjam Björklund
- Cristina Bucșa
- Louisa Chirico
- Rebecca Marino

Thua cuộc may mắn:
- Wang Xiyu

### Rút lui
Trước giải đấu
- Marie Bouzková → thay thế bởi  Wang Xiyu
- Leylah Fernandez → thay thế bởi  Harriet Dart
- Ann Li → thay thế bởi  Greet Minnen
- Anastasia Potapova → thay thế bởi  Daria Saville

## Nội dung đôi WTA

### Hạt giống
| Quốc gia | Tay vợt         | Quốc gia | Tay vợt          | Xếp hạng† | Hạt giống |
| -------- | --------------- | -------- | ---------------- | --------- | --------- |
| USA      | Jessica Pegula  | NZL      | Erin Routliffe   | 45        | 1         |
| BEL      | Elise Mertens   | BEL      | Greet Minnen     | 53        | 2         |
| CZE      | Lucie Hradecká  | ROU      | Monica Niculescu | 61        | 3         |
|          | Anna Kalinskaya | USA      | Caty McNally     | 85        | 4         |

† Bảng xếp hạng vào ngày 25 tháng 7 năm 2022.

### Vận động viên khác
Đặc cách:
- Makenna Jones /  Sloane Stephens
- Jamie Loeb /  Christina McHale

### Rút lui
- Sophie Chang /  Angela Kulikov → thay thế bởi  Sophie Chang /  Astra Sharma
- Lucie Hradecká /  Sania Mirza → thay thế bởi  Lucie Hradecká /  Monica Niculescu
- Anastasia Potapova /  Yana Sizikova → thay thế bởi  Allura Zamarripa /  Maribella Zamarripa
- Alicja Rosolska /  Erin Routliffe → thay thế bởi  Jessica Pegula /  Erin Routliffe

## Nhà vô địch

### Đơn nam
- Nick Kyrgios đánh bại  Yoshihito Nishioka, 6–4, 6–3

### Đôi nam
- Nick Kyrgios /  Jack Sock đánh bại  Ivan Dodig /  Austin Krajicek, 7–5, 6–4

### Đơn nữ
- Liudmila Samsonova đánh bại  Kaia Kanepi, 4–6, 6–3, 6–3

### Đôi nữ
- Jessica Pegula /  Erin Routliffe đánh bại  Anna Kalinskaya /  Caty McNally, 6–3, 5–7, [12–10]